# 斯皮爾冰原島峰
86°32′S 124°6′W / 86.533°S 124.100°W
斯皮爾冰原島峰（英語：Spear Nunatak）是南極洲的冰原島峰，位於瑪麗伯德地，處於斯特里克蘭冰原島峰以南6公里，美國地質調查局根據測量和該國海軍的空中照片繪入地圖，現時由南極條約體系管理。